# نات ترنر

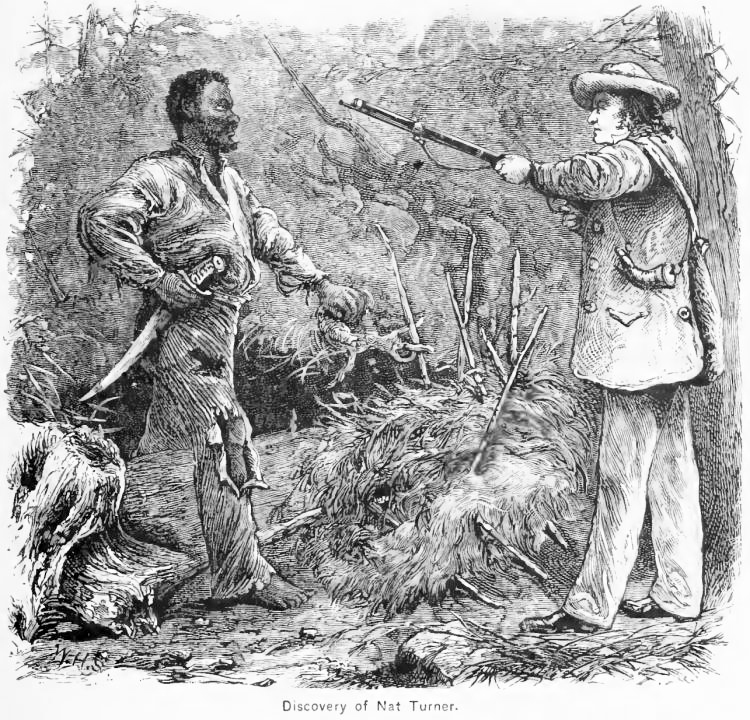
دستگیری نات ترنر

نات ترنر (به انگلیسی: Nat Turner) (زادهٔ ۲ اکتبر ۱۸۰۰ - درگذشتهٔ ۱۱ نوامبر ۱۸۳۱) بردهٔ سیاهپوست آمریکایی بود که رهبری نخستین شورش پایدار بردگان در تاریخ آمریکا را در ۱۸۳۱ برعهده داشت.

## زندگینامه
نات ترنر سیاهپوستی آفریقایی‌تبار بود که در ۱۸۰۰ در ساوث‌همپتونِ ایالت ویرجینیا در آمریکا زاده شد. تعصبات مذهبی او سبب شد تا گمان کند خدا او را برگزیده است تا مردمش را از اسارت و بردگی رهایی بخشد. ترنر در ۱۸۳۱ رهبری گروهی از بردگان را برعهده گرفت و آن‌ها طی شورشی که به «قیام ساوث‌همپتون» مشهور شد ۵۰ نفر از سفیدپوستان را کشتند. اما دیری نگذشت که او و ۱۶ نفر دیگر از شورشیان در همان سال دستگیر شده و پس از محاکمه به دار آویخته شدند. از سوی دیگر آدم‌کشی آن‌ها سبب شد تا مخالفت‌ها با بردگی در نواحی جنوبی پایان یابد و قوانین سختگیرانهٔ تازه‌ای برای کنترل بردگان وضع شود.
موضوع این رویداد همچنین در برخی از کتاب‌ها منعکس شده‌است که از قابل توجه‌ترین آن‌ها می‌توان به کتاب بحث‌برانگیز «اعترافات نات ترنر»، نوشتهٔ ویلیام استایرون در ۱۹۶۷ اشاره کرد.